# Di Gi Charat
Di Gi Charat (デ・ジ･キャラット?, De Ji Kyaratto) è una serie manga shōnen giapponese creata da Koge-Donbo. In Giappone è serializzato nella rivista From GAMERS a partire dal 1998.
Dalla serie è stato tratto anche un anime, della durata di 16 episodi, trasmesso alla fine del 1999, più vari spin-off e storie parallele. Inoltre, sono stati pubblicati vari oggetti di merchandise, dai giocattoli, ai videogiochi, alle figurine.
La serie ruota intorno ad una ragazza-gatto di nome Di Gi Charat "Dejiko", che è stata adottata come mascotte della catena di negozi di proprietà della Broccoli, Gamers.

## Sviluppo
Il personaggio di Di Gi Charat ed il suo braccio destro Gema appaiono per la prima volta nel luglio 1998 in From Gamers, una rivista promozionale per il negozio di Akihabara, Gamers. Ad agosto di quell'anno, i due personaggi apparvero in Gema Gema, un fumetto yonkoma distribuito da From Gamers disegnato da Koge-Donbo, in precedenza artista di dōjinshi. Dejiko fu in seguito adottata come mascotte di Gamers. Di lì a poco, Dejiko e Gema divennero i protagonisti degli spot televisivi di Gamers, girato sulle note del brano Welcome! di Hiroko Kato, "tema" del negozio.
Dopo poco tempo, Dejiko diventa la protagonista di una propria serie animata. Nella serie, Dejiko è la principessa del pianeta Di Gi Charat, giunta sulla Terra con lo scopo di diventare una idol. Le sue compagne sono Puchiko, la sua sorellina minore, Gema, lo strano guardiano delle due aliene, e Rabi~en~Rose, la rivale della nostra eroina, e sua collega presso Gamers, il negozio in cui lavorano.
Nel 2008, in occasione del decimo anniversario della serie Di Gi Charat, Broccoli Inc. ha deciso di ingaggiare nuove attrici per doppiare le protagoniste di Di Gi Charat.

## Anime
L'anime Di Gi Charat è stata trasmessa in anteprima da Tokyo Broadcasting System il 29 novembre 1999. Ambientata nel negozio Gamers di Akihabara, la serie originale è durata sedici episodi, ognuno dei quali di tre minuti. La serie segue le vicende di Di Gi Charat (Dejiko), la sua piccola amica Petit Charat (Puchiko) e Gema, che arrivano ad Akihabara, Tokyo. Dejiko sogna di diventare una idol, ma si rende conto di non avere neppure i soldi per sopravvivere. 
Il gestore del negozio Gamers mosso a compassione nei loro confronti, decide di assumerle, e la serie segue proprio le vicende all'interno del negozio. Nel corso della serie viene introdotto anche il personaggio rivale di Dejiko, Rabi-en-Rose, oltre che vari personaggi minori. Al team creativo che si è occupato della serie è stata data carta bianca per i contenuti di Di Gi Charat, che in alcuni casi affronta temi piuttosto scandalosi. 
L'anime è diretto da Hiroaki Sakurai, animato dallo studio Madhouse e prodotto dalla Broccoli.

### Special
Gli speciali durano 20 minuti ciascuno e introducono la Black Gema Gema Gang e Pyocola Analogue III (Piyoko).
- Summer Special: è formato da quattro episodi, andati in onda due alla volta il 22 e il 23 agosto 2000. Introduce il personaggio di Piyoko, che cerca di rapire Dejiko.
- Xmas Special: andato in onda a dicembre 2000, Piyoko cerca di nuovo di rapire Dejiko invitando tutti i personaggi a fare una crociera.
- Ohanami Special: è formato da quattro episodi indipendenti andati in onda nella primavera 2001.
- Natsuyasumi Special: è formato da quattro episodi ambientati in America e andati in onda a distanza di un anno l'uno dall'altro il 2 agosto 2001 e il 3 agosto 2002. Viene introdotto il giovane otaku Rodoyan.

### Film
Di Gi Charat Hoshi no Tabi (デ・ジ・キャラット 星の旅?, De Ji Kyaratto Hoshi no Tabi) è un film presentato in anteprima a dicembre 2001 in Giappone. Il film dura circa venti minuti ed è stato proiettato insieme ad un episodio speciale di tredici minuti intitolato "Kuchi kara Bazooka" ("Rocket From the Mouth Special" o "Upchuck Bazooka").

### Panyo Panyo Di Gi Charat
Panyo Panyo Di Gi Charat (ぱにょぱにょ デ・ジ・キャラット?, Panyo Panyo De Ji Kyaratto) è un prequel della serie originale, trasmesso dal 2002 su Animax per quarantotto episodi.

### Piyoko ni omakase pyo!
Piyoko ni omakase pyo! (ぴよこにおまかせぴょ!?, Piyoko Ni Omakase-Pyo!) è una serie di otto OAV pubblicata nel 2003. La serie è l'unica nel franchise a non avere come protagonista Dejiko, concentrandosi invece su Piyoko, Rik, Ky, Coo, ed il resto della Black Gema Gema Gang, mentre lasciano il proprio pianeta per recarsi sulla Terra e rapire Dejiko.

### Di Gi Charat Nyo!
Di Gi Charat Nyo! (デ・ジ・キャラットにょ?, De Ji Kyaratto Nyo) è una serie andata in onda dal 6 aprile 2003 al 28 marzo 2004 per 52 episodi, ognuno formato da due singole parti. La serie è una versione alternativa della storia originale.

### Di Gi Charat - Winter Garden
Sono passati dieci anni: Dejiko, ora ventenne, lavora in una pasticceria, mentre Puchiko, ora quindicenne, fa parte di numerosi club scolastici e ha un lavoro part-time al McDonald's. Il giorno di Natale, Dejiko incontra per strada Takuro Senba e se ne innamora.

### Continuità delle serie
| Nome                     | Tipo | Relazione        | Durata      | Anno |
| Panyo Panyo Di Gi Charat | TV   | Prequel          | 48 x 5 min  | 2002 |
| Di Gi Charat             | TV   | Originale        | 16 x 3 min  | 1999 |
| Di Gi Charat Nyo!        | TV   | Alternativa      | 52 x 12 min | 2004 |
| Summer/Xmas              | TV   | Storia parallela | 8 x 20 min  | 2000 |
| Ohanami                  | TV   | Storia parallela | 4 x 20 min  | 2001 |
| Gekijouban Di Gi Charat  | Film | Storia parallela | 20 min      | 2001 |
| Piyoko ni omakase pyo!   | OAV  | Storia parallela | 8 x 20 min  | 2003 |
| Winter Garden            | TV   | Alternativa      | 2 x 20 min  | 2006 |

## Manga
Sono stati pubblicati numerosi manga ispirati al franchise Di Gi Charat. Fra questi si possono citare:
- Di Gi Charat (デ・ジ・キャラッ?, De Ji Kyaratto)

Realizzato da vari autori, il manga è stato pubblicato dalla MediaWorks in quattro volumi, serializzati a partire dal luglio 1998. La storia del manga riprende quella della prima serie televisiva.
- Di Gi Charat Theater (デ・ジ・キャラッ 劇場?, De Ji Kyaratto Gekijō)

Realizzato da Koge-Donbo e vari autori, il manga è stato pubblicato dalla Broccoli in tre volumi, serializzati a partire dal 2003.
- Di Gi Charat Theater: Dejiko's Adventure (でじこ☆あどべんちゃー?, De Ji Kyaratto Dejiko ☆ Adobenchā)

Realizzato da Yuki Kiriga, il manga è stato pubblicato dalla Kadokawa Shoten in tre volumi, serializzati a partire dal 2000.
- Di Gi Charat: Dejiko à la Mode (でじこ☆あらもーど?, De Ji Kyaratto Dejiko ☆ A-ra-mōdo)

Realizzato da Yuki Kiriga, il manga è stato pubblicato dalla Kadokawa Shoten in un unico volume nel 2003.
- Di Gi Charat: Dejiko's Champion Cup Theatre (でじこでじのチャンピオンカップシアター?, De Ji Kyaratto Dejiko Deji no Chanpion Kappu Shiatā)

Realizzato da Koge-Donbo, il manga è stato pubblicato dalla Broccoli in un unico volume nel 2003.

## Personaggi

### Personaggi principali

Le tre protagoniste nell'anime. Da sinistra: Rabi~en~Rose, Puchiko e Dejiko

Di Gi Charat "Dejiko"
Doppiata da Asami Sanada (1999-2008, 2013-attuale), Satomi Akesaka (2008-2012)
Dejiko è il personaggio principale della storia. È anche conosciuta come Chocola, ma nonostante questo nome alternativo implichi che le piaccia il cioccolato, lei preferisci i broccoli. È normalmente socievole e affabile, ma in alcune occasioni può diventare inaspettatamente aggressiva. È la principessa del pianeta Di Gi Charat, ed al momento del suo arrivo sulla Terra ha dieci anni e sogna di diventare una idol. Conclude ogni sua frase con la parola nyo.
Petit Charat "Puchiko"
Doppiata da Miyuki Sawashiro (1999–2008, 2013-attuale), Nao Sakamoto (2008-2012)
All'inizio della storia viene spiegato che Puchiko, anche conosciuta come Capuccino, è il braccio destro di cinque anni di Dejiko. Nella serie originale non viene detto molto sul suo passato, ma nel film Di Gi Charat - A Trip to the Planet viene rivelato che anche lei è una principessina del pianeta Di Gi Charat, mentre nella serie Panyo Panyo Di Gi Charat si scopre che viveva nello stesso castello di Dejiko. Puchiko ha un carattere silenzioso e mite. Conclude ogni sua frase con la parola nyu.
Hikaru Usada "Rabi~en~Rose"
Doppiata da Kyoko Hikami (1999-2008, 2013-attuale), Rieka Yazawa (2008-2012)
Rabi~en~Rose viene presentata nella serie come la rivale di Dejiko. Odia il suo nome vero (Hikaru Usada) e preferisce farsi chiamare "Rabi~en~Rose". Anche lei come Dejiko sogna di diventare una idol famosa, ed i suoi genitori la lasciano vivere per conto suo affinché possa realizzare il suo sogno. È uno dei pochi personaggi a non concludere le proprie frasi in alcun modo particolare.
Gema
Doppiato da Yoshiko Kamei
Gema viene presentato nella serie come il guardiano di Dejiko e Puchiko. Essenzialmente è una palla gialla fluttuante dotata di piccolissimi occhi ed una minuscola bocca, sottosopra rispetto alla normalità. Conclude ogni sua frase con la parola gema.

### Black Gema-Gema Gang
Pyocola Analogue III "Piyoko"
Doppiata da Megumi Hayashibara
Piyoko è la principessa di otto anni del pianeta Analogue, e leader della Black Gema Gema Gang. I suoi genitori l'hanno affidata alle cure di Rik, Ky e Coo dopo aver perso la faccia per aver fallito l'invasione del pianeta Di Gi Charat. Fuggita sulla Terra, per evitare di pagare i debiti dei suoi danni, Piyoko termina ogni fase con la parola "pyo" ed ha un attacco simile al Laser Eye Beam di Dejiko, chiamato Upchuck Bazooka (Kuchikara Bazooka), che però le esce dalla bocca e non dagli occhi.
Rik Heisenberg
Doppiato da Kōsuke Toriumi
Rik è il ventiseienne generale della Black Gema Gema Gang. Veterinario e dottore, adora talmente gli animali da esserne sempre circondato. È considerato una specie di papà nei confronti degli altri membri della gang.
Ky Schweitzer
Doppiato da Chihiro Suzuki
Diciassettenne, luogotenente della Black Gema Gema Gang, Ky è un dentista, ed è sempre molto preoccupato per Piyoko, e per la sua igiene orale. È considerato la "mammina" del gruppo, nonostante sia un maschio, e la cosa sembra metterlo a disagio.
Coo Erhard
Doppiato da Tomo Saeki
Coo è un tredicenne, maggiore della Black Gema Gema Gang. È il fisico del gruppo, ed è il migliore amico di Piyoko. Il suo più grande tesoro è un panda di peluche che gli ha regalato Piyoko. Coo è considerato il fratello del gruppo.
Nazo Gema
Controparte di Gema all'interno della Black Gema Gema Gang. Proprio come Gema, è una palla di colore nero in grado di fluttuare. Termina ogni frase con la parola "Geba".

### Personaggi minori
- Takeshi - Doppiato da Ryo Naito
- Yoshimi - Doppiato da Morihisa Mori

Autoproclamatisi "fans di Dejiko", Takeshi (il più grasso) e Yoshimi (il più alto), sono due classici otaku a cui Dejiko fa riferimento con il nome collettivo Bukimi ('stano'/'puzza'). Si tratta di un gioco di parole, dato che nella serie originale, Dejiko interpreta il nome di Takeshi come "bu" e quello di Yoshimi come "kimi".
- Takurou Minagawa (Minataku) - Doppiato da Omi Minami

Cliente abituale del negozio in cui lavora Dejiko, è innamorato di Rabi-en-Rose ed adora il melonpan. Non ha alcuna relazione con Kimura, benché condividano lo stesso cognome.
- Takurou Kimura (Murataku) - doppiato da Ryōtarō Okiayu

Un giovane ricco ed affascinante, infatuato della tenerezza di Puchiko.
- Abarenbou

Una confusionaria creatura apparentemente fatta di acqua. Le sue apparizioni nella serie sono sempre casuali ed impreviste.
- Rodoyan (Rod Young)

Un fan americano di Di Gi Charat, iper-eccitabile.
- Mishter Manager - Doppiato da Kazuya Ichijo

Una persona riflessiva che gestisce Gamers, datore di lavoro di Dejiko.
- Hokke Mirin

Un gatto che rappresenta l'aiutante di Puchiko. È in grado di camminare lateralmente ed ha cinque gattini, Sa, Shi, Su, Se e So.
- Majin Gappa

Una piccola creatura verde, simile ad un kappa, aiutante di Rabi-en-Rose.
- Henna Ikimono (変な生き物 letteralmente "Strana creatura")

È un misterioso, piccolo, orso giallo. Il suo volto appare sempre contemporaneamente arrabbiato, piangente, depresso ed allegro. Viene sempre mostrato nella sua scatola ed è sempre completamente immobile. Su un lato della scatola c'è scritto in giapponese Per favore datemi una casa.

## Colonna sonora
Sigla di apertura
- Only One, No. 1 cantata da Masami Okui

Sigla di chiusura
- Happy Day cantata da Asami Sanada, Miyuki Sawashiro e Kyoko Hikami

## Videogiochi
Sono stati pubblicati numerosi videogiochi dedicati a Di Gi Charat, per diverse console. Fra i principali si possono citare Di Gi Charat Fantasy, una visual novel pubblicata per Dreamcast, ed in seguito convertita per PlayStation 2 con il titolo Digi Charat Fantasy Excellent; Di Gi Charat: Dejiko-mmunication I & II, due videogiochi pseudo-gestionali per Game Boy Advance; Digi Charat Puzzle, videogioco rompicapo per iPhone. Esiste inoltre un videogioco doujinshi intitolato Glove on Fight, un picchiaduro che vede protagoniste le protagoniste di vari anime fra cui Dejiko.